# Polygonella polygama
Polygonella polygama är en slideväxtart som först beskrevs av Étienne Pierre Ventenat, och fick sitt nu gällande namn av Engelm. & Gray. Polygonella polygama ingår i släktet Polygonella och familjen slideväxter.

## Underarter
Arten delas in i följande underarter:
- P. p. brachystachya
- P. p. croomii